# Partido Popular Italiano (1919)
O Partido Popular Italiano (em italiano Partito Popolare Italiano; PPI) foi um partido político democrata-cristão italiano fundado em 1919 por dom Luigi Sturzo, um padre católico.
O PPI foi apoiado pelo Papa Bento XV para fazer oposição ao Partido Socialista Italiano (PSI). Nas eleições gerais de 1919, o partido conquistou 20,5% dos votos e 100 assentos na Câmara dos Deputados, um resultado confirmado em 1921.
O PPI era o segundo maior partido político italiano, atrás apenas do PSI, na época. Seus redutos localizavam-se no interior de Vêneto e no noroeste de Lombardia. Em 1919, o partido obteve 42,6% dos votos no Vêneto (49,4% em Vicenza), 30,1% em Lombardia (64,3% em Bérgamo), 24,4% em Friul-Veneza Júlia, 27,3% nas Marcas e 26,2% no Lácio, enquanto ainda era muito fraco no Piemonte e no Sul da Itália.
O PPI foi dividido em duas facções: os "Católicos Democratas" eram favoráveis a um acordo com os socialistas, enquanto os "Eclesiásticos Moderados" apoiavam uma aliança com os partidos liberais, o que eventualmente aconteceu. Esta última incluía Alcide De Gasperi. Alguns Populares participaram do primeiro governo de Benito Mussolini em 1922, o que levou o partido a uma divisão entre os oponentes de Mussolini e aqueles que o apoiavam. Esses posteriormente uniram-se ao Partido Nacional Fascista. O PPI foi declarado ilegal pelo regime fascista em 1925. A maioria dos membros do PPI depois ingressaram no Democracia Cristã (Itália).